# صد و یکمین پیشنهاد
صد و یکمین پیشنهاد (کره‌ای: 101번째 프로포즈; لاتین‌نویسی اصلاح‌شده: 101beonjjae Peuroposeu) همچنین با نام دختر عالی من (انگلیسی: My Perfect Girl) نیز شناخته می‌شود، یک مجموعهٔ تلویزیونی کره جنوبی سال ۲۰۰۶ با بازی لی مون-شیک و پارک سون-یونگ است. این مجموعه از ۲۹ مه تا ۲۵ ژوئیه ۲۰۰۶، روزهای دوشنبه و سه‌شنبه ساعت ۲۱:۵۵ (کی‌اس‌تی) از اس‌بی‌اس برای ۱۵ قسمت پخش شد.